# Het verborgen eiland
Het verborgen eiland is een Nederlandse jeugdtelevisieserie over een samengesteld gezin van zes kinderen die hun ouders kwijtraken op een verborgen eiland.
De serie was vanaf 1 september 2014 te zien op NPO Zapp. De serie stond parallel aan de Zappmissie.

## Verhaal
Femke en Maarten hebben sinds een tijdje een relatie. Om elkaar beter te leren kennen besluiten ze op zeilvakantie te gaan. Midden op zee valt opeens de navigatie en de telefoons uit. Maarten besluit om met de kinderen even naar het eiland te gaan (waarvan ze denken dat het Schiermonnikoog is) terwijl Femke kijkt waar ze zitten. Als ze op het eiland zijn, drijft de dinghy weg. Maarten besluit de dinghy te gaan halen en dan naar de boot te gaan om met de boot naar de haven te gaan en daar de kinderen op te pikken. De kinderen blijven vervolgens op het eiland achter en gaan over het strand naar de haven. Alleen krijgen ze de haven niet gevonden. 
Op het eiland wordt in het diepste geheim naar tanium geboord. Om het eiland zit een koepel die zorgt dat de navigatie en telefoons niet meer werken. Het bedrijf dat naar tanium boort is Raptor, dit bedrijf neemt Maarten, Femke, de zes kinderen en Michiel gevangen.
Maarten moet de boor repareren, Femke en de kinderen worden naar wal gebracht door Arend. Eenmaal aan wal hoort Arend dat hij ontslagen is, de kinderen stappen snel in de boot en varen terug naar het eiland. 

## Rolverdeling
| Acteur           | Personage | Opmerking                              |
| ---------------- | --------- | -------------------------------------- |
| Jurre Otto       | Anne      | Zoon van Femke                         |
| Wendy Brouwer    | Femke     | Moeder                                 |
| Vincent Croiset  | Maarten   | Vader                                  |
| Anne Jongsma     | Bo        | Dochter van Maarten                    |
| Senna Daems      | Feike     | Dochter van Femke                      |
| Mees Slokkers    | Bauke     | Zoon van Femke                         |
| Senna Borsato    | Jip       | Zoon van Maarten                       |
| Tess Siegertsz   | Isis      | Dochter van Maarten                    |
| Jack Vecht       | Arend     | Schipper                               |
| Tim Linde        | Michiel   | Stagiair van de schipper               |
| Dimme Treurniet  | Bits      | Leider van de slechteriken, boevenbaas |
| Raymond Thiry    | Ritsaert  | Onderzoeker op het eiland              |
| Rosa van Iterson | Joy       | Vriendin van Bo                        |
| Aimeé de Pater   | Sofie     | Vriendin van Bo                        |

## Zappmissie
Het verborgen eiland staat parallel aan het programma Zappmissie, hierin gaan tien Zapp-presentatoren onder leiding van Pepijn op zoek naar het eiland om de kinderen te redden. Alleen zit er een verrader tussen de presentatoren.